# 1742
| 1742               |
| ------------------ |
| Dødsfald - Fødsler |
| • Begivenheder     |

| Gregoriansk kalender | 1742 MDCCXLII           |
| Ab urbe condita      | 2495                    |
| Armensk kalender     | 1191 ԹՎ ՌՃՂԱ            |
| Kinesiske kalender   | 4438 – 4439 辛酉 – 壬戌 |
| Etiopisk kalender    | 1734 – 1735             |
| Jødisk kalender      | 5502 – 5503             |
| Hindukalendere       |                         |
| - Vikram Samvat      | 1797 – 1798             |
| - Shaka Samvat       | 1664 – 1665             |
| - Kali Yuga          | 4843 – 4844             |
| Iransk kalender      | 1120 – 1121             |
| Islamisk kalender    | 1155 – 1156             |

Konge i Danmark: Christian 6. 1730-1746
Se også 1742 (tal)

## Begivenheder
- Det Kongelige Danske Videnskabernes Selskab dannes

- 28. maj - Englands første indendørs swimmingpool åbnes

## Født
- 6. oktober – Digteren Johan Herman Wessel (død 1785)

## Dødsfald
- 14. januar – Den engelske astronom Edmund Halley dør.
- 24. juni – Thøger Reenberg, dansk digter (født 1656).
- 22. september – Den danske opdagelsesrejsende Frederic Louis Norden dør.

## Musik
- Messiah (Messias) af Georg Friedrich Händel har premiere i Dublin.